# جامعة بيشوب غروسيتيست
جامعة بيشوب غروسيتيست هي جامعة عامة في إنجلترا تأسست سنة 1862. تقع في مدينة لينكن.حصلت على صلاحيات منح الدرجات العلمية في عام 2012، تقدمت بطلب للحصول على وضع جامعي كامل، وتم منحها في 3 ديسمبر 2012. يبلغ عدد الطلاب المسجلين بدوام كامل حوالي 2300 طالب في مجموعة متنوعة من البرامج والدورات.

## أشهر خريجي الجامعة
- روث غودمان

## إحصائيات
يبلغ عدد طلاب الجامعة 10007811 طالب.